# James Small (rugby à XV)
Pour les articles homonymes, voir Small.
Cet article concerne le joueur sud-africain de rugby à XV. Pour le botaniste britannique, voir James Small.
Pas d'image ? Cliquez ici

a Compétitions nationales et continentales officielles uniquement.

b Matchs officiels uniquement.
James Terence Small, né le 10 février 1969 au Cap et mort le 10 juillet 2019 à Johannesbourg, est un joueur sud-africain de rugby à XV évoluant au poste d'ailier. Il a joué avec l'équipe d'Afrique du Sud entre 1992 et 1997.
Il fait partie de l'équipe qui remporte la Coupe du monde de rugby à XV 1995.

## Biographie
James Small effectue son premier test match avec les Springboks le 15 août 1992 à l’occasion d’un match contre l'équipe de Nouvelle-Zélande (défaite 27-24). 
A noter que les premiers pas de James Small dans la sélection sud-africaine sont très difficiles : n'étant pas Afrikaner, mais issu de la communauté anglophone, il doit subir des vexations de la part de ses coéquipiers,  dont un bizutage tellement dur que son père envisage de porter plainte à la police.
Ailier inamovible des Springboks champion du monde, c'est à lui qu'incombe la lourde tâche de croiser Jonah Lomu lors de la finale. Toutefois, en dépit de sa rage et de ses grandes envolées, ses multiples frasques feront de lui un personnage controversé tout au long de sa carrière. Devenu patron de bar et de restaurant au Cap après sa retraite sportive, il a aussi créé une marque de vêtements inspirés de l'art traditionnel sud-africain.
James Small s'éteint le 10 juillet 2019 des suites d'un arrêt cardiaque, dans un hôpital de Johannesbourg.

## Palmarès
- Vainqueur de la Currie Cup 1995 avec les Natal Sharks.
- Vainqueur de la Coupe du monde en 1995

## Statistiques en équipe nationale
- 47 sélections
- 100 points (20 essais)
- Sélections par année : 5 en 1992, 7 en 1993, 6 en 1994, 8 en 1995, 10 en 1996, 11 en 1997.
- Coupe du monde : 4 sélections en 1995 (Wallabies, Roumanie, France, All Blacks).